# Proconsuloidea
Os proconsulóides (Proconsuloidea, Leakey, 1983) eram uma superfamília de Primatas Catarrinos, incluindo apenas a família Proconsulidae